# Граббе, Павел Михайлович
Граф Па́вел Миха́йлович Гра́ббе (11 [23] декабря 1875 — не ранее 1939) — офицер Кавалергардского полка, звенигородский уездный предводитель дворянства в 1911—1915 гг. Последний владелец подмосковной усадьбы Кораллово.

## Биография
Православный. Из дворян Московской губернии. Сын генерал-майора Михаила Павловича Граббе и жены его Анны Алексеевны Хомяковой. Внук поэта А. С. Хомякова.
В 1888 году поступил в Пажеский корпус. В 1894 году был пожалован в камер-пажи, а 12 августа 1895 года выпущен из корпуса корнетом в Кавалергардский полк. В 1897 году назначен заведующим артелью нижних чинов. В 1899 году произведен поручиком, в 1903 году — штабс-ротмистром. В 1904 году назначен заведующим учебной командой, а в 1905 году — начальником обоза дивизии. С 20 декабря 1905 года командовал 2-м эскадроном Кавалергардского полка. В 1907 году произведен в ротмистры.
22 июля 1911 года произведен в полковники с увольнением от службы. В тот же день пожалован в должность шталмейстера. Владел имением Кораллово в Звенигородском уезде Московской губернии. 13 сентября 1911 года избран звенигородским уездным предводителем дворянства.
С началом Первой мировой войны, 11 ноября 1914 года определен в 1-й Лабинский полк Кубанского казачьего войска. 17 октября 1915 года назначен командиром 3-го Таманского казачьего полка. После Февральской революции, 25 апреля 1917 года назначен в резерв чинов при штабе Кавказского военного округа. Переехал с семьёй в Кисловодск.
В 1917 году был избран членом Поместного собора Православной российской церкви от мирян Владикавказской епархии, участвовал в 1-й сессии, член II и III Отделов, автор нескольких соборных посланий. Во время Гражданской войны служил в Вооруженных силах Юга России по ведомству Министерства внутренних дел. В 1919 году член I и III отделов Юго-Восточного Русского церковного собора. В начале 1920 года эвакуировался из Новороссийска на остров Лемнос, где похоронил жену и старшего сына. 10 июля 1920 года вернулся в Русскую армию в Крыму.
В эмиграции в Югославии, возглавлял русскую колонию в городе Нови-Бечей. В 1921 году был членом Русского Всезаграничного церковного собора в Сремских Карловцах. С середины 1920-х годов жил в своем имении «Берестечко» на Волыни. Опубликовал брошюры «Свобода с православной точки зрения» (Варшава, 1930) и «О парижских “богословах”» (Ровно, 1937). В последней критиковал учение протоиерея Сергея Булгакова.
После присоединения Западной Украины к СССР в 1939 году был арестован в городе Самбор. По одним сведениям, погиб в лагере в 1941 году, по другим — в одном из лагерей Пермской области в 1943 году.

## Семья
Был женат на Анастасии Георгиевне Демидовой (1880—1920), дочери сердобского уездного предводителя дворянства Г. Е. Демидова. Их дети:
- Михаил (1901—1920), поэт. Умер вместе с матерью на Лемносе и был похоронен на 1-м русском кладбище у лагеря Калоераки.
- Георгий (1902—1995), выпускник Белградского университета, в монашестве Григорий, епископ РПЦЗ.
- Нина (1903—3.09.1987), в монашестве игумения Магдалина, настоятельница Леснинского монастыря РПЦЗ[4].

## Награды
- Орден Святого Станислава 3-й ст. (ВП 1.01.1906)
- Орден Святой Анны 3-й ст. (ВП 6.12.1909)
- Орден Святого Владимира 4-й ст. с мечами и бантом (ВП 25.09.1915)
- Орден Святой Анны 2-й ст. с мечами (ВП 4.05.1916)

## Сочинения
- Письмо к вел. кн. Андрею Владимировичу // РГВА. Ф. 500. Оп. 3. Д. 450. Л. 165–166.
- Свобода с православной точки зрения. Варшава, 1930.
- Публичное исповедание ереси // Церковная жизнь. 1933. № 3. С. 42–44.
- О парижских «богословах». Ровно, 1937.
- По поводу лжеучения протоиерея Сергия Булгакова // Деяния Второго Всезарубежного Собора Русской Православной церкви за границей. Белград, 1939. С. 725–745 (Сергиевские чтения. Сб. статей и материалов. М., 2005).